# Chengdu Auto Works
Chengdu Auto Works war ein Hersteller von Automobilen aus der Volksrepublik China.

## Unternehmensgeschichte
Das Unternehmen aus Chengdu begann 1980 mit der Produktion von Nutzfahrzeugen. Der Markenname lautete Chengdu. 1994 erwarb das Unternehmen Produktionsanlagen von British Leyland Motor Corporation. Ab 1998 entstanden auch Personenkraftwagen, die auf dem Morris Ital basierten und als Chengdu Huandu CAC vermarktet wurden. 1999 endete die Produktion, als China FAW Group das Unternehmen übernahm.

## Fahrzeuge
Als Chengdu wurden kleine Nutzfahrzeuge wie der CZ 120 vermarktet. Eine Quelle nennt zwei Tonnen Nutzlast.
Als Huandu entstand ein Fahrzeug, das dem Morris Ital entsprach. Der CAC 6430 war ein Kombi. Daneben gab es die Ausführungen CAC 1020 als Pick-up, CAC 5020 als Kastenwagen und CAC 5026 als Kastenwagen mit zwei zusätzlichen seitlichen Fenstern.
Die einzige bekannte Produktionszahl von 148 bezieht sich auf den CHC 6430 des Jahres 1998.